# Mon frère s'appelle Robert et c'est un idiot
Pour plus de détails, voir Fiche technique et Distribution.
Mon frère s'appelle Robert et c'est un idiot (titre original : Mein Bruder heißt Robert und ist ein Idiot) est un film allemand réalisé par Philip Gröning et sorti en 2018.

## Synopsis
Un été, en Allemagne du sud. Elena, âgée de 19 ans, se prépare à un examen oral de philosophie du baccalauréat. Elle est soutenue par son frère jumeau, Robert, qui le prend à la légère. Le lieu d'apprentissage est un pavillon rural où tous deux ont grandi et passé beaucoup de temps. Elena et Robert entretiennent une relation d'amour vache. Elena est intelligente, et décrit son frère comme muet et stupide. Robert, qui est resté à l'école, a hâte de quitter la province allemande. Leur relation se complexifie avec une histoire d'amour entre Robert et Cecilia, la meilleure amie d'Elena. Elena est jalouse et demande à Robert s'il a couché avec Cecilia. Robert coupe court à la conversation. Entre rituels, paris, accès de haine et de tendresse, nage dans un lac forestier, visite du frère cadet Florian et discours philosophiques, Elena et Robert sont conscients que la phase précédente de leur vie va bientôt se terminer, et se séparent.

## Fiche technique
- Titre en français : Mon frère s'appelle Robert et c'est un idiot
- Titre anglais : My Brother's Name Is Robert and He Is an Idiot
- Réalisation : Philip Gröning
- Scénario : Philip Gröning et Sabine Timoteo
- Photographie : Philip Gröning
- Décors : Adriano Ciarrettino et Mark Olaf Formanek
- Costumes : Petra Kray
- Montage : Hannes Bruun et Philip Gröning
- Producteurs : Philip Gröning, Philipp Kreuzer et Emmanuel Schlumberger
- Sociétés de productions : Philip-Gröning-Filmproduktion avec L Films et Bavaria Pictures
- Durée : 174 min
- Format : 2,35:1 (CinemaScope) – Couleur – Dolby Atmos[1]
- Dates de sortie :
  - 21 février 2018 (Festival du film de Berlin)[2]
  - 22 novembre 2018 (Allemagne)
  - 27 mars 2019 (France)

## Distribution
- Julia Zange : Elena
- Josef Mattes : Robert
- Urs Jucker : Erich
- Stefan Konarske : Adolf
- Zita Aretz : Cecilia
- Karolina Porcari :
- Susanne Wuest : la fille avec la Porsche
- Vitus Zeplichal : le client aux 100 euros

## Production
Le film est tourné en Allemagne du 5 août 2013 au 25 octobre 2013 en Forêt-Noire et en Rhénanie-du-Nord-Westphalie.

## Distinction
Le film a été présenté en sélection officielle en compétition dans différents festivals :
- Berlinale 2018[3].
- Festival international du film d'Adana en 2018